# Aeropuerto de las Ruinas de Copán
El Aeropuerto de las Ruinas de Copán (IATA: RUY, OACI: MHRU) es un aeropuerto que sirve a la ciudad de Copán Ruinas en Honduras. La pista de aterrizaje está ubicada a aproximadamente 20 kilómetros al este de la ciudad de Copán Ruinas.
El aeropuerto fue abierto al público en el 2015 y se espera que proporcione acceso turístico más directo a las ruinas mayas de Copán. Una segunda fase de construcción está planeada que permitiría aterrizar aeronaves más grandes de una capacidad de hasta 100 pasajeros.
El aeropuerto está ubicado en una zona con cerros bajos en todos sus cuadrantes.
El VOR-DME Puerto Barrios (Ident: IOS) en Guatemala está localizado a 102 kilómetros al norte-noreste del aeropuerto.